# Adelheid van Rheinfelden
Adelheid van Rheinfelden (circa 1065 - mei 1090) was een dochter van de Duitse tegenkoning Rudolf van Rheinfelden en echtgenote van Ladislaus I van Hongarije. Van 1077 tot 1090 was ze koningin-gemalin van Hongarije.

## Levensloop
Ze was de dochter van Rudolf van Rheinfelden, hertog van Zwaben en van 1077 tot 1080 tegenkoning van Duitsland, en zijn tweede vrouw Adelheid van Savoye. Haar tante langs moederkant, Bertha van Savoye, was gehuwd met Heilig Rooms keizer Hendrik IV.
In 1077 of 1078 huwde ze met Ladislaus I van Hongarije, die tot de Árpáden-dynastie behoorde. Ladislaus steunde zijn schoonvader Rudolf in zijn machtsstrijd met keizer Hendrik IV om de Duitse troon. In 1079 stierf Adelheids moeder en een jaar later stierf haar vader Rudolf tijdens de Slag bij Hohenmölsen. In 1081 stuurde paus Gregorius VII een brief naar Adelheid waarin hij vroeg om haar man aan te moedigen om kloosters te steunen en gul te zijn tegenover de armen en de zwakken.
Adelheid en Ladislaus kregen twee kinderen:
- Piroska van Hongarije (circa 1080 - 1134), gehuwd met Johannes II Komnenos, keizer van het Byzantijnse Rijk.
- een onbekende dochter gehuwd met prins Jaroslav van Volhynia.

Adelheid stierf in mei 1090, vijf jaar later gevolgd door haar man Ladislaus. Ze werd begraven in Veszprém, waar haar grafsteen zich nog steeds bevindt.